# Järventausta
Järventausta este o arie protejată (arie specială de conservare — SAC, sit de importanță comunitară — SCI) din Finlanda întinsă pe o suprafață de 20 ha, integral pe uscat.

## Localizare
Centrul sitului Järventausta este situat la coordonatele 61°30′40″N 22°07′19″E / 61.5111°N 22.1219°E.

## Înființare
Situl Järventausta a fost declarat sit de importanță comunitară în mai 2002 pentru a proteja un număr necunoscut de specii din flora spontană și fauna sălbatică aflate în arealul zonei. Situl a fost protejat și ca arie specială de conservare în aprilie 2015.

## Biodiversitate
Situată în ecoregiunea boreală, aria protejată conține 3 habitate naturale: Mlaștini alcaline, Taiga vestică, Mlaștini împădurite.
La baza desemnării sitului se află un număr nedeclarat de specii protejate.